# Wilber
Wilber is een plaats (city) in de Amerikaanse staat Nebraska, en valt bestuurlijk gezien onder Saline County.

## Demografie
Bij de volkstelling in 2000 werd het aantal inwoners vastgesteld op 1761. In 2006 is het aantal inwoners door het United States Census Bureau geschat op 1797, een stijging van 36 (2,0%).

## Geografie
Volgens het United States Census Bureau beslaat de plaats een oppervlakte van 2,3 km², geheel bestaande uit land. Wilber ligt op ongeveer 405 m boven zeeniveau.

## Plaatsen in de nabije omgeving
De onderstaande figuur toont nabijgelegen plaatsen in een straal van 16 km rond Wilber.